# Baron Samedi (album)
Albums de Bernard Lavilliers
Causes perdues et musiques tropicales
(2010) Acoustique
(2014)
Baron Samedi est le vingtième album studio de Bernard Lavilliers.

## Liste des titres
CD1
1. Scorpion (Nazim Hikmet / Bernard Lavilliers - Romain Humeau) - 3 min 58 s
2. Vivre encore (Bernard Lavilliers) – 3 min 56 s
3. Jack (Bernard Lavilliers - Romain Humeau) – 3 min 30 s
4. Y' a pas qu'à New York (Marc Estève / Teofilo Chantre - Fred Pallem) – 4 min 02 s
5. Sans fleurs ni couronnes (Bernard Lavilliers) – 3 min 06 s
6. Baron Samedi (Bernard Lavilliers / Vincent Faucher - Bernard Lavilliers) – 4 min 56 s
7. Rest'là Maloya (Alan Peters) adaptation de Bernard Lavilliers – 3 min 59 s
8. Tête chargée (Bernard Lavilliers) – 4 min 03 s
9. Vague à l'âme (Bernard Lavilliers / Romain Humeau) – 4 min 13 s
10. Villa Noailles (Bernard Lavilliers) – 4 min 47 s
11. La complainte de Mackie (Boris Vian / Kurt Weill) (titre bonus présent sur le coffret collector, qui contient en outre un livre-disque et le songbook de l'album)

CD2
1. Prose du transsibérien et de la petite Jehanne de France (Blaise Cendrars / Xavier Tribolet - Olivier Bodson) arrangements de Bernard Lavilliers – 26 min 58 s